# Петър Стойчев
 Тази статия е за плувеца.  За режисьора вижте Петър Стойчев (режисьор).  
Петър Стойчев е български плувец и политик. Той е министър на физическото възпитание и спорта в служебното правителство на Марин Райков (от 13 март 2013 г.)
Носител е на световната купа по плувен маратон за 2001, 2002, 2003, 2004, 2005, 2006, 2007, 2008, 2009, 2010, 2011 г. – 11 поредни години. Световен шампион по плуване на 25 km в открити води през 2011 в Шанхай. През 2007 г. поставя световен рекорд по най-бързо преплуване на протока Ла Манш – за пръв път в историята под 7 часа.
Плувецът е първият и единствен българин, поканен и приет в Международната зала на плувната слава (САЩ) – елитарен клуб на най-бележитите спортисти.
Петър Стойчев е почетен гражданин на аржентинския град Виедма. Кметът Хорхе Ферейра издава декрет (постановление), в който подробно описва успехите му: „...За нашия град Виедма е огромна чест присъствието на този забележителен плувец, чиито успехи са безпрецедентни в историята на неговия спорт...“
Петър Стойчев е избран за най-добър плувец в света в най-мащабното гласуване на сайта на Световната асоциация по плуване в открити води за 2009 г.
На 24 януари 2024 година Петър Стойчев влиза официално в книгата на Световните рекорди на „Гинес“ за най-скростно преплуване на седемте най-трудни протока в света „Oceans Seven“ за 175 дни ! :
- Протокът Кук - 14 март 2024 г.
- Протокът Гибралтар - 15 април 2024 г.
- Протокът Молокай - 14 май 2024 г.
- Каналът Каталина - 16 юни 2024 г.
- Северният канал - 13 юли 2024 г.
- Протокът Цугару - 14 август 2024 г.
- Ла Манш - 2 септември 2024 г.

## Биография
Петър Райчев Стойчев е роден е на 24 октомври 1976 г. в Момчилград. Състезава се за спортен клуб Левски в дисциплините 400 m и 1500 m свободен стил. Негов треньор от 1998 г. е Красимир Туманов. Освен това е старши лейтенант към Центъра за бойна подготовка и спорт на Министерството на вътрешните работи (ЦБПС на МВР).
На 23 юли 2011 г. Петър Стойчев става световен шампион в плуването на 25 km в открити води на Световното първенство по плувни спортове в Шанхай. От стартиралите 33 плувци 16 се отказват и не завършват състезанието поради високата температура на водата (30,9 °C).
Към 2012 година Петър Стойчев е 11-кратен победител на Охридския плувен маратон.

## Преплуване на Ла Манша
На Петър Стойчев принадлежи стария световен рекорд за преплуване на протока Ла Манш, поставен на 24 август 2007 г. Стойчев тръгва в 12,00 часа българско време от „Шекспир Бийч“ в Дувър в посока към френския бряг Кап Брюне. Той е първият, преплувал протока за време под 7 часа. Стойчев преплува разстоянието за 6:57.50 часа, подобрявайки досегашния рекорд – 7:03.50 часа, поставен през 2005 г. от Кристоф Вандрач (Германия).

## Върхови резултати

### 2024
- Най-скоростно преплуване на 7-те най-трудни протока в света - 173 дни (от 14.03.2024 г. до 02.09.2024 г.)

### 2016
- Печели златен медал в дисциплината 400 m в свободен стил на Световното зимно първенство по плуване в Тюмен, Русия

### 2011
- Световен шампион на 25 km от световното първенство в Шанхай, Китай;
- Носител на Световната купа на FINA по плуване в открити води;
- Второ място на Европейското първенство по плуване в открити води в Ейлат, Израел

### 2010
- Носител на Световната купа на FINA по плуване в открити води;
- 5-и в Гран при на FINA по плуване – дистанцията 10 km;
- Бронзов медал на 25 km от Световното първенство в Робервал, Канада

### 2009
- Носител на Световната купа на FINA по плуване в открити води;
- 31-ви на Световното първенство в Рим в дистанцията 10 km;

### 2008
- Носител на Световната купа на FINA по плуване в открити води;
- Шесто място на 10 km на Олимпийските игри в Пекин;

### 2007
- Носител на Световната купа на FINA по плуване в открити води;
- Световен рекорд за най-бързо преплуване на Ла Манша: 6 часа, 57 минути и 50 секунди; първият плувец, преминал дистанцията с време под 7 часа;

### 2006
- Носител на Световната купа на FINA по плувен маратон;
- Бронзов медал на 25 km на Световното първенство Неапол, Италия;

### 2005
- Носител на Световната купа на FINA по плувен маратон;
- Трето място на 10 km на Световно първенство по плуване в Монреал, Канада;
- Трето място на 25 km на Световно първенство по плуване в Монреал, Канада;

### 2004
- Носител на Световната купа на FINA по плувен маратон;
- Участие в Олимпийските игри в Атина в дисциплините 400 метра свободен стил и 1500 метра свободен стил;
- Трето място на 25 km на Европейското първенство по плуване в Мадрид, Испания;

### 2003
- Носител на Световната купа на FINA по плувен маратон;
- Трето място на 25 km на Световното първенство по плуване – Барселона, Испания;

### 2002
- Носител на Световната купа на FINA по плувен маратон;

### 2001
- Носител на Световната купа на FINA по плувен маратон;

### 2000
- Сребърен медал от световното първенство на 10 km;

## Отличия
На 29 август 2007 г. в качеството си на служител на МВР Петър Стойчев е награден от министър Румен Петков с боен пистолет с пълно снаряжение. Треньорът му Красимир Туманов е награден с почетно отличие на Министерството на вътрешните работи.